# Pseudotorymus salemensis
Pseudotorymus salemensis är en stekelart som beskrevs av T.C. Narendran 1994. Pseudotorymus salemensis ingår i släktet Pseudotorymus och familjen gallglanssteklar. Inga underarter finns listade i Catalogue of Life.